# Feras Antoon
Ferras Antoon é um empresário canadense, co-proprietário e CEO da MindGeek, a maior empresa pornográfica do mundo que administra o YouPorn e o Pornhub. Antoon, juntamente com David Tassillo, adquiriu Manwin (agora MindGeek) de Fabian Tillman.

## Carreira profissional
Ferras Antoon é formado pela Universidade Concórdia em Montreal.

## Vida pessoal
Antoon vive em Montreal, Canadá . O irmão Mark Antoon é vice-presidente da MindGeek. 